# خرچنگ‌های شرمنده
خرچنگ‌های شرمنده (نام علمی: Calappidae) نام یک تیره از بالاخانواده شرمنده‌واران است.